# Olympiaausscheidungsrennen im Bahnradradsport 1956
Die Olympiaausscheidungsrennen im Bahnradsport 1956 waren Wettbewerbe, bei denen die Teilnehmer im Bahnradsport für die gesamtdeutsche Mannschaft bei den Olympischen Sommerspielen in Melbourne 1956 ermittelt wurden. Sie fanden auf den Radrennbahnen von Ludwigshafen in der Bundesrepublik sowie von Leipzig und Berlin-Weißensee in der DDR statt.

## Vorgeschichte und historischer Kontext
Ebenso wie bei den Olympiaausscheidungsrennen im Straßenradsport 1956 hatten sich der Deutsche Radsport-Verband der DDR (DRSV) und der Bund Deutscher Radfahrer (BDR) nach den Vorgaben des Internationalen Olympischen Komitees (IOC) auf eine gemeinsame deutsche Mannschaft im Bahnradsport verständigen müssen. Es wurden vier Renntermine vereinbart. Dabei sollten die Teilnehmer in den Disziplinen Sprint, 1000-Meter-Zeitfahren, Tandemrennen und Mannschaftsverfolgung ermittelt werden. Die Punktewertung war dabei inoffiziell. Nach Abschluss der Wettkämpfe wollten beide Verbände in einer gemeinsamen Tagung die Nominierungen vornehmen, wobei vor allem das gezeigte Leistungsniveau entscheidend für die Nominierungen sein sollte. Mitte September sagte der BDR die für Köln geplanten Qualifikationsrennen wegen „finanzieller Probleme“ ab.

## Wettkämpfe am 13. Juli in Leipzig
Der Renntag begann mit einer Gedenkminute für den kurz zuvor tödlich verunglückten Radrennfahrer Erich Schulz. Der DRSV gewann drei Wettbewerbe, der BDR einen.

### Sprint
Beide Verbände schickten jeweils vier Sprinter ins Rennen. Es wurden Vorläufe und Hoffnungsläufe vor den Finals um den 3. und um den 1. Platz ausgefahren.
| Platz | Fahrer       | Verband | Punkte |
| ----- | ------------ | ------- | ------ |
| 1.    | Jürgen Simon | DRSV    | 8      |
| 2.    | Hans Kunze   | DRSV    | 7      |
| 3.    | Steger       | BDR     | 6      |
| 4.    | Backhoff     | BDR     | 5      |

### 1000-Meter-Zeitfahren
Es traten je zwei Fahrer pro Verband an. Heinz Wahl fuhr die beste Zeit.
| Platz | Fahrer         | Verband | Punkte |
| ----- | -------------- | ------- | ------ |
| 1.    | Heinz Wahl     | DRSV    | 4      |
| 2.    | Günter Zirbel  | BDR     | 3      |
| 3.    | Bernd Feiler   | BDR     | 2      |
| 4.    | Helmut Lehmann | DRSV    | 1      |

### Tandemrennen
Je zwei Tandemteams je Verband waren benannt worden. Es wurden Vorläufe und die Finals um den 3. und den 1. Platz gefahren.
| Platz | Fahrer                       | Verband | Punkte |
| ----- | ---------------------------- | ------- | ------ |
| 1.    | Calcaferie/Günter Zirbel     | BDR     | 4      |
| 2.    | Rolf Nitzsche/Joachim Popke  | DRSV    | 3      |
| 3.    | Johannes Zimoch/Erich Mähne  | DRSV    | 2      |
| 4.    | Hardy Remagen/Willy Franssen | BDR     | 1      |

### Mannschaftsverfolgung
Auf der Seite des DRSV fehlte der ursprünglich nominierte Gerhard Löffler. Dem Vierer des DRSV gelang fast eine Überrundung.
| Platz | Fahrer                                                      | Verband | Punkte |
| ----- | ----------------------------------------------------------- | ------- | ------ |
| 1.    | Manfred Klieme/Siegfried Köhler/Werner Malitz/Horst Schmidt | DRSV    | 2      |
| 2.    | Willy Franssen/Kanzler/Leonhardt/Walther                    | BDR     | 1      |

## Wettkämpfe am 9. September in Berlin
Der DRSV gewann drei Disziplinen, der BDR einen Wettkampf.

### Sprint
Acht Fahrer bestritten die Läufe bis zu den beiden Finals. Um den 1. und den 3. Platz wurde nur jeweils ein Lauf gefahren. Im Finale standen sich die Meister der DDR und der Bundesrepublik gegenüber.
| Platz | Fahrer           | Verband | Punkte |
| ----- | ---------------- | ------- | ------ |
| 1.    | Jürgen Simon     | DRSV    | 4      |
| 2.    | Heinz Lauff      | BDR     | 3      |
| 3.    | Bernd Feiler     | BDR     | 2      |
| 4.    | Joachim Kleinert | DRSV    | 1      |

### 1000-Meter-Zeitfahren
Mit 1:14:05 Minuten entsprach die Siegerzeit von Helmut Lehmann nicht dem internationalen Niveau.
| Platz | Fahrer         | Verband | Punkte |
| ----- | -------------- | ------- | ------ |
| 1.    | Helmut Lehmann | DRSV    | 4      |
| 2.    | Heinz Wahl     | DRSV    | 3      |
| 3.    | Schmidt        | BDR     | 2      |
| 4.    | Günter Zirbel  | BDR     | 1      |

### Tandemrennen
Sechs Tandemteams traten an. Nach Vor-, Hoffnungs- und Zwischenläufen fuhren Kunze/Lehmann gegen Freund/Mähne das Finale. Durch eine Unsportlichkeit von Kunze/Lehmann stürzten Freund/Mähne. Letzteren wurde der Sieg zuerkannt.
| Platz | Fahrer                       | Verband | Punkte |
| ----- | ---------------------------- | ------- | ------ |
| 1.    | Klaus Freund/Erich Mähne     | DRSV    | 4      |
| 2.    | Hans Kunze/Klaus Lehmann     | DRSV    | 3      |
| 3.    | Rolf Nitzsche/Joachim Popke  | DRSV    | 2      |
| 4.    | Hardy Remagen/Willy Franssen | BDR     | 1      |

### Mannschaftsverfolgung
Der Sieg fiel an den Vierer des BDR, nachdem Georg Stoltze zwei Runden vor dem Ziel dem Tempo seiner Kollegen des DRSV-Vierers nicht mehr folgen konnte.
| Platz | Fahrer                                                        | Verband | Punkte |
| ----- | ------------------------------------------------------------- | ------- | ------ |
| 1.    | Winfried Bölke/Manfred Gieseler/Hesse/Hans Jaroszewicz        | DRSV    | 2      |
| 2.    | Gerhard Löffler/Siegfried Köhler/Georg Stoltze/Manfred Klieme | DRSV    | 1      |

## Wettkämpfe am 30. September in Ludwigshafen
Beide Verbände gewannen jeweils zwei Disziplinen. Der BDR brachte Günther Ziegler und Fritz Neuser an den Start, die an den vorangegangenen Rennen nicht teilgenommen hatten.

### Sprint
Vier Sprinter traten im Modus Jeder gegen Jeden an.
| Platz | Fahrer          | Verband | Punkte |
| ----- | --------------- | ------- | ------ |
| 1.    | Günther Ziegler | BDR     | 4      |
| 2.    | Jürgen Simon    | DRSV    | 3      |
| 3.    | Kleinert        | DRSV    | 2      |
| 4.    | Heinz Lauff     | BDR     | 1      |

### 1000-Meter-Zeitfahren
Das Zeitfahren wurde nicht ausgetragen, da die Trainer beider Verbände zur Einschätzung kamen, dass die bisher gefahrenen Zeiten internationalen Ansprüchen nicht genügten.

### Tandemrennen
| Platz | Fahrer                       | Verband | Punkte |
| ----- | ---------------------------- | ------- | ------ |
| 1.    | Günther Ziegler/Fritz Neuser | BDR     | 4      |
| 2.    | Klaus Freund/Erich Mähne     | DRSV    | 3      |
| 3.    | Hans Kunze/Klaus Lehmann     | DRSV    | 2      |
| 4.    | Löw/Hermann                  | BDR     | 1      |

### Mannschaftsverfolgung
DDR-Trainer Charly Lorenz hatte seine Mannschaft umgestellt und diese gewann nach einem schnellen Start das Rennen deutlich.
| Platz | Fahrer                                                       | Verband | Punkte |
| ----- | ------------------------------------------------------------ | ------- | ------ |
| 1.    | Gerhard Löffler/Siegfried Köhler/Werner Malitz/Rolf Nitzsche | DRSV    | 2      |
| 2.    | Winfried Bölke/Manfred Gieseler/Hesse/Hans Jaroszewicz       | BDR     | 1      |

## Gesamtpunktestand nach drei Rennen

### Sprint
| Platz | Fahrer           | Verband | Punkte |
| ----- | ---------------- | ------- | ------ |
| 1.    | Jürgen Simon     | DRSV    | 10     |
| 2.    | Heinz Lauff      | BDR     | 5      |
| 3.    | Günter Ziegler   | BDR     | 4      |
| 4.    | Joachim Kleinert | DRSV    | 3      |

### Tandemrennen
| Platz | Fahrer                      | Verband | Punkte |
| ----- | --------------------------- | ------- | ------ |
| 1.    | Klaus Freund/Erich Mähne    | DRSV    | 9      |
| 2.    | Hans Kunze/Klaus Lehmann    | DRSV    | 5      |
| 2.    | Rolf Nitzsche/Joachim Popke | DRSV    | 5      |
| 2.    | Calzaferi/Günter Zirbel     | BDR     | 5      |

### 1000-Meter-Zeitfahren
| Platz | Fahrer        | Verband | Punkte |
| ----- | ------------- | ------- | ------ |
| 1.    | Heinz Wahl    | DRSV    | 7      |
| 2.    | Klaus Lehmann | DRSV    | 5      |
| 3.    | Günter Zirbel | BDR     | 4      |
| 4.    | Bernd Feiler  | BDR     | 2      |

### Mannschaftsverfolgung
| Platz | Fahrer                                                      | Verband | Punkte |
| ----- | ----------------------------------------------------------- | ------- | ------ |
| 1.    | Manfred Klieme/Siegfried Köhler/Werner Malitz/Horst Schmidt | DRSV    | 4      |
| 2.    | Willy Franssen/Kanzler/Leonhardt/Walther                    | BDR     | 2      |

### Entscheidungsläufe im Tandemrennen am 6. Oktober in Berlin
Der BDR bestand auf einem Entscheidungsrennen in der Disziplin Tandem, da die Fahrer Fritz Neuser/Günter Ziegler im 3. Rennen den bis dahin in der Gesamtwertung führenden Fahrern des DRSV deutlich überlegen waren. Neuser/Ziegler setzten sich in zwei Läufen klar gegen Freund/Mähne durch.
Bei den Abschlussverhandlungen wurden durch beide Verbände für Melbourne folgende Nominierungen vorgenommen:
Tandemrennen: Fritz Neuser/Günther Ziegler
Mannschaftsverfolgung: Siegfried Köhler/Werner Malitz/Rolf Nitzsche/Manfred Gieseler.
Die Disziplinen Sprint und Zeitfahren wurden nicht besetzt. Damit erhielten beide Verbände jeweils drei Startplätze.